# ما بیگانه بودیم
ما غریبه بودیم (انگلیسی: We Were Strangers) فیلمی آمریکایی در ژانر ماجراجویی و درام است که در سال ۱۹۴۹ به کارگردانی جان هیوستن ساخته شد و جنیفر جونز و جان گارفیلد در آن نقش‌آفرینی می‌کنند. داستان فیلم در سال ۱۹۳۳ می‌گذرد و دربارهٔ گروهی از انقلابیون است که قصد دارند حکومت کوبا به رهبری خراردو ماچادو را سرنگون کنند. این روایت به‌طور آزاد از یکی از بخش‌های رمان طرح زبر اثر رابرت سیلوستر اقتباس شده و از رویدادهای تاریخی الهام گرفته است.

## پیش‌زمینهٔ داستان
روایت فیلم از رویدادهایی برگرفته شده که در بستر خشونت‌های سیاسی منجر به سقوط دیکتاتور کوبا، خراردو ماچادو یی مورالس در سال ۱۹۳۳ رخ داد. در سال ۱۹۳۲، گروهی مخالف و خشن به نام «ای‌بی‌سی» (abecedarios) رئیس سنای کوبا، کلمِنته واسکس بِیو را ترور کرد. پیش‌تر، اعضای این گروه تونلی به درون آرامگاه خانوادگی واسکس در گورستان کلون هاوانا حفر کرده و در آن مواد منفجره کار گذاشته بودند، به این امید که ماچادو در مراسم تدفین حاضر شود. اما این نقشه زمانی شکست خورد که خانواده تصمیم گرفتند واسکس را در جای دیگری دفن کنند.

## داستان
گروهی از انقلابیون طرحی برای سرنگونی حکومت فاسد کشورشان در سر دارند. چینا والدس، کارمند یک بانک است و برادرش اعلامیه‌های ضدحکومتی پخش می‌کند. او شاهد آن است که یک مأمور مخفی پلیس، برادرش را در پله‌های دانشگاه هاوانا با شلیک گلوله می‌کشد. چینا سوگند می‌خورد که قاتل برادرش، آریته را خواهد کشت. در مراسم خاک‌سپاری برادرش، مردی آمریکایی به نام تونی فنر از او می‌خواهد که به‌جای انتقام‌گیری شخصی، به گروه زیرزمینی ضدحکومتی آن‌ها بپیوندد.
وقتی فنر متوجه می‌شود که خانهٔ چینا در مجاورت یک گورستان قرار دارد، نقشه‌ای طراحی می‌کند: حفر تونلی از خانهٔ چینا تا زیر گورستان، و سپس ترور یکی از مقامات بلندپایهٔ حکومتی هنگام خاک‌سپاری در آرامگاه خانوادگی‌اش، و انفجار بمب در مراسم برای کشتن سایر مقامات حکومتی حاضر. گروه حفار شامل یک کارگر اسکله، یک تعمیرکار دوچرخه و یک دانشجوی تحصیلات تکمیلی است. انقلابیون روزها را به حفر تونل می‌گذرانند، درحالی‌که با این چالش اخلاقی دست‌وپنجه نرم می‌کنند که ممکن است در این حمله، افراد بی‌گناه یا مقامات غیرشرور نیز کشته شوند. رامون که از این فشار روانی دچار اختلال شده، سرگردان می‌شود و در یک تصادف رانندگی جان می‌بازد.
در این میان، آریته از رابطهٔ چینا با فنر خشمگین می‌شود و او را آزار می‌دهد؛ به‌ویژه هنگامی‌که می‌فهمد فنر در اصل کوبایی‌الاصل است.
پس از آماده‌شدن تونل، یکی از وزیران بلندپایهٔ دولت طبق نقشه ترور می‌شود. یک متخصص مواد منفجره برای نصب بمب آماده می‌شود، اما ناگهان می‌فهمند که تدفین در محل مورد انتظار برگزار نخواهد شد و نقشه‌شان شکست می‌خورد.
آنان تدارک می‌بینند تا فنر پیش از دستگیری توسط آریته، کوبا را ترک کند. چینا باید هزینهٔ فرار او را از حسابش در بانک برداشت کند. فنر از شکست مأموریت خشمگین است و از بازگشت نزد مردم حامی‌اش که با کمک‌های کوچک سفرش را تأمین کرده بودند، احساس شرم دارد. او در کودکی همراه پدرش از کوبا فرار کرده بود. چینا عشق خود را به فنر ابراز می‌کند.
چینا پول را تهیه می‌کند، اما چون یکی از مأموران آریته او را تعقیب می‌کند، پول را با یکی از همکارانش می‌فرستد. فنر که حاضر نیست بدون چینا کشور را ترک کند، به خانهٔ او می‌آید و در آن‌جا با پلیس درگیر می‌شوند. چینا یک مسلسل در دست می‌گیرد و برای پشتیبانی از فنر که دینامیت پرتاب می‌کند، شلیک می‌کند. فنر به‌شدت زخمی می‌شود، اما در واپسین لحظات، صدای ناقوس‌هایی را می‌شنود که از آغاز انقلاب و شادی مردم خبر می‌دهند.

## بازیگران
- جنیفر جونز در نقش China Valdés
- جان گارفیلد در نقش Tony Fenner
- پدرو آرمنداریز در نقش Armando Ariete
- گیلبرت رولان در نقش Guillermo Montilla
- رامون نووارو در نقش Chief
- Wally Cassell در نقش Miguel
- Tito Renaldo در نقش Manolo Valdés
- David Bond در نقش Ramón Sánchez
- خوزه پرز در نقش Toto
- موریس انکروم در نقش Mr. Seymour, bank manager